# Slither.io
Slither.io – darmowa komputerowa gra zręcznościowa stworzona przez Stevena Howse’a. Jest dostępna na urządzenia z systemem operacyjnym IOS i Android, a także za pośrednictwem przeglądarki internetowej. Została wydana w marcu 2016 roku. Według danych z 2016 roku, Slither.io przynosi dzienny dochód w wysokości 100 tys. dolarów.

## Rozgrywka
W Slither.io gracz wciela się w robaka. Jego celem jest jedzenie kulek, by rosnąć. Robak ciągle się porusza, a uderzenie jego głową w przeciwnika kończy się śmiercią. Na komputerze podąża za myszką, a na telefonie są dwie możliwości – albo kieruje się robakiem za pomocą wyświetlanego na ekranie joysticka, albo dotyka się ekranu, a robak skręca w tym kierunku. Gracz może przyspieszyć kierowaną przez siebie postać, klikając spację/przycisk myszy (na komputerze) lub dwukrotnie dotykając ekranu (na telefonie). Taki dopalacz powoduje zmniejszenie masy robaka. Funkcja ta jest wykorzystywana do pokonywania przeciwników bądź ucieczki. Często spotykaną taktyką jest „owijanie się” wokół przeciwnika, by zmusić go do zderzenia się z graczem. Po śmierci robak zostawia po sobie większe kulki w kolorze jego ciała, które po zjedzeniu dają więcej masy niż zwykłe kulki. Liczba pozostawianych punktów zależy od długości pokonanego gracza. Gra umożliwia rozgrywkę w trybie wieloosobowym.

### Skórki
W grze dostępnych jest ponad 60 skórek, które zmieniają wygląd gracza. Za pomocą funkcji „Build A Slither” można stworzyć własnego robaka. Po kliknięciu przycisku pojawia się paleta barw. Po wybraniu koloru segment robaka zmienia się na wybraną barwę. Początkowo podczas gry w przeglądarce możliwość zmiany skórki pojawiała się tylko po udostępnieniu gry na Facebooku lub Twitterze, lecz to ograniczenie zostało usunięte.

## Odbiór
Gra spotkała się z pozytywnym odbiorem i stała się najpopularniejszą grą na App Store. Slither.io została pobrana ponad 100 mln razy z Google Play. Jest uznawana za jedną z najlepszych gier „.io”. Tym tytułem grę określili między innymi Joe Hindy, Jesse Lennox, Jupiter Hadley czy John Corpuz.
Scottie Rowland pochwalił rozgrywkę i grafikę, pozytywnie ocenił także animacje. Skrytykował jednak wyskakujące reklamy, nazywając je wyjątkowo irytującymi. Stwierdził, że koszt 3,99 dolarów za usunięcie reklam jest trochę zbyt wysoki.